# Ranunculus reptans
Ranunculus reptans je druh rostliny z čeledi pryskyřníkovité (Ranunculaceae).

## Popis
Jedná se o vytrvalou rostlinu dorůstající nejčastěji výšky 5–30 cm s krátkým oddenkem. Lodyha je plazivá, v uzlinách kořenující. Listy jsou střídavé, řapíkaté. Čepele jsou čárkovité až kopinaté, zpravidla celokrajné. Květy jsou žluté, 5-10 mm v průměru. Kališních lístků je 5, lysé nebo vně řídce chlupaté. Korunní lístky jsou žluté, je jich zpravidla 5, zpravidla jen 3–5 mm dlouhé. Kvete v červnu až v srpnu. Plodem je nažka, která je asi 1–1,5 mm dlouhá, lysá a je na vrcholu zakončená krátkým zahnutým zobánkem. Nažky jsou uspořádány do souplodí.

## Taxonomie
Druh je příbuzný a podobný druhu pryskyřník plamének (Ranunculus flammula), kam je řazen některými autory jako poddruh či varieta. Na rozdíl od pryskyřníku plaménku je Ranunculus reptans celkově gracilnější, výhradně plazivý a kořenující z uzlin. Pryskyřník plamének má často lodyhu přímou nebo vystoupavou a kořenuje jen z dolních uzlin. Ranunculus reptans má také užší listy a menší květy než pryskyřník plamének. V Severní Americe je navíc rozlišován další příbuzný taxon Ranunculus reptans var. ovalis.

## Rozšíření
Ranunculus reptans roste především v severní Evropě, včetně Islandu. Ve střední Evropě není běžný a výskyt je soustředěn na oblast Alp, jinde jsou jen izolované lokality, třeba v Německu, izolované se ale snad vyskytuje až po centrální Itálii a v Bulharsku. Dále je rozšířen na Sibiři a na Dálném Východě. V Severní Americe roste v Kanadě, na Aljašce, v Grónsku, na jih místy proniká až do severních částí USA..  V České republice zatím nebyl prokázán.